# Feria informática
Una feria informática es una feria de negocios o exposición de Informática, Multimedia y Comunicaciones centrada en los ordenadores  y sus derivados (desde videoconsolas a ordenadores de a bordo de coches). Suelen acudir grandes empresas a presentar sus nuevos desarrollos, y se celebran conferencias y convenciones paralelas, varias de ellas restringidos a profesionales del sector. Entre ellas podemos citar :
- CeBIT
- CES
- COMDEX
- Computex
- Computer World Expo
- GITEX
- HostingCon
- Interop
- Linux
- Macworld Conference & Expo
- SMAU
- SIMO TCI

La tendencia actual es a abandonar las grandes ferias como escaparates de lanzamiento, aprovechando las fechas más favorables económicamente como las campañas de Navidad, y creando eventos propios especializados. Ejemplos de esto último son los lanzamientos del iPod y el iPhone por Apple Inc. o las presentaciones de novedades realizadas por Microsoft, Sony o Nintendo de cara a prensa y blogueros especializados, aprovechando la difusión por Internet para sustituir a la gran cantidad de público que asiste a una Feria.
Debido a ello las ferias comienzan a buscar actividades paralelas, como conferencias de personalidades o actos de acercamiento a quienes no usan ordenadores para no perder público, con mayor o menor acierto.
- Datos: Q2613738